# Delphine Combe
Delphine Combe (ur. 6 grudnia 1974 w Aubenas) – francuska lekkoatletka specjalizująca się w krótkich biegach sprinterskich, uczestniczka letnich igrzysk olimpijskich w Atlancie (1996).

## Sukcesy sportowe
- mistrzyni Francji w biegu na 200 metrów – 1996[1]

| Rok  | Miasto        | Zawody                      | Konkurencja        | Wynik         |
| ---- | ------------- | --------------------------- | ------------------ | ------------- |
| 1993 | San Sebastián | Mistrzostwa Europy juniorów | sztafeta 4 × 100 m | srebrny medal |
| 1995 | Göteborg      | Mistrzostwa świata          | sztafeta 4 × 100 m | 5. miejsce    |
| 1997 | Ateny         | Mistrzostwa świata          | sztafeta 4 × 100 m | brązowy medal |
| 2002 | Monachium     | Mistrzostwa Europy          | sztafeta 4 × 100 m | złoty medal   |

## Rekordy życiowe
- bieg na 50 metrów (hala) – 6,41 – Aubière 21/02/2004
- bieg na 60 metrów (hala) – 7,36 – Aubière 01/03/2003
- bieg na 100 metrów – 11,30 – Villeneuve-d’Ascq 24/06/1995
- bieg na 200 metrów – 23,09 – Dijon 05/07/1998
- bieg na 200 metrów (hala) – 23,68 – Reims 15/02/2003